# Джон Лі Гукер
Джон Лі Гукер (англ. John Lee Hooker; 22 серпня 1917 — 21 червня 2001) — американський блюзовий музикант — гітарист і співак. Один із найвідоміших представників дельта-блюзу.
До найвідоміших його творів належать оперті на балади бугі-вугі. Значний вплив Гукер справив на британський блюз-рок. На нього рівнялися такі артисти, як Джимі Хендрікс, The Animals i Yardbirds. Серед найвідоміших творів Гукера — пісні «Boogie Chillen» та «Boom Boom».
1980 року ім'я цього музиканта внесено до Зали слави блюзу, a в 1991 — до Зали слави рок-н-ролу.

## Біографія
Джон Лі Гукер народився 1917 року у великій родині в Кларксдейлі, штат Міссісіпі — серці дельта-блюзу (одна лиш назва альбому Пейджа і Планта «Walking into Clarksdale» багато говорить про культовість місця). На перші заняття музикою його надихнув вітчим Вілл Мур — проповідник та музикант, в чиєму будинку зупинялися багато легенд раннього блюзу. Серед них були Чарлі Паттон, Блайнд Блейк і Блайнд Лемон Джефферсон. Не маючи грошей на інструменти, Гукер, як і багато інших сільських хлопців, натягнув дроти на двері домашньої комори. На цьому інструменті він і почав наслідувати стилям Мура і його гостей. Коли Гукер підріс, думки батьків розходилися щодо пріоритетності його занять музикою: його мати постійно чинила їм опір. Але зрештою Гукер залишив батьківський дім і вирушив у Мемфіс (Теннессі), де процвітала «музика Біл-Стріт». Пропрацювавши кілька років робітником у кіноіндустрії та деколи виступаючи «на заміну» в Парку У. К. Хенді (де йому пощастило зустрітися із молодим Бі-Бі Кінгом, Гукер поїхав до Цинциннаті, де заробляв як різнороб і, наслідувавши традиції вітчима, співав і блюз, і госпел.
Через сім років новий переїзд поклав фінал його міграціям. 1943 року Гукер приїхав у Детройт, зацікавлений перспективами високооплачуваної роботи на військовому заводі. Згодом виступив у клубах на Гастінгс-стріт. «Багато Блюзменів їхали в Чикаго, — згадував Гукер. — Але я вирушив у Детройт, тому що там конкуренція була меншою».
Саме під час виступів у клубах Гукер почав грати на електрогітарі, щоб чути самого себе крізь шум відвідувачів. Спочатку він поставив знімний звукознімач на акустику, а потім, дізнавшись, що Ті-Боун Вокер грав на електрогітарі, також придбав собі інструмент. І його гра стала ще більш запальною. «Народ казився на танцполі. Я хотів, щоб вони танцювали. Я хотів робити таку музику, щоб під неї не можна було всидіти на місці. Я сам спускався зі сцени — у моєї гітари був довгий дріт», згадував Гукер.
Гукер наполегливо працював у клубах Детройта, удосконалюючи фірмові «фішки» і заробляючи репутацію. Винагороду за свою завзятість музикант отримав у 1948 році, коли ним зацікавився Бернард Бесман, власник студії United Sound. На відміну від більшості виконавців, які «прокинулися відомими», Гукер і далі випускав свої хіти з приголомшливою швидкістю. «Crawling King Snake Blues» (тема, давніша за Блайнд Лемона Джефферсона), «John L's House Rent Boogie» і «I'm in the Mood» (котра лише посередньо стосувалася твору Глена Міллера «In the Mood»), — і це лише три композиції, що не залишали хіт-парадів упродовж кількох наступних років. Здавалося, що Гукер здатний записуватися де завгодно, в будь-який час, для будь-якої студії і майже під будь-яким псевдонімом, серед яких були John Lee Booker, John Lee Cooker, Johnny Lee, Johnny Williams і Birmingham Sam and His Magic Guitar.
Як і його чиказький сучасник Мадді Вотерс, Гукер представляв непретензійний, «домашній» стиль, особливо популярний серед жителів півдня, котрі заповнили міста півночі під час і після війни. Коли Гукер грав чи то на акустичній, чи на електрогітарі, він дозволяв слухачам мандрувати в часі в минуле і майбутнє, використовуючи при цьому лишень свою гітару, голос і черевик, яким ритмічно відбивав такт. Він знайшов свою музичну ланку і міг увібрати в себе будь-який музичний вплив, вивернути певний стиль на спід і видати назад як щось, властиве тільки Джону Лі Гукеру.

## Дискографія
| - 1959 - Folk Blues - 1960 - Blues Man - 1960 - House of the Blues - The Country Blues of John Lee Hooker (Riverside, 1959) - I'm John Lee Hooker (Vee Jay, 1959) - Travelin' (Vee Jay, 1960) - 1961 - John Lee Hooker Plays and Sings the Blues - 1961 - John Lee Hooker Sings the Blues - The Folk Lore of John Lee Hooker (Vee Jay, 1961) - Burnin' (Vee Jay, 1962) - 1962 - Drifting the Blues - 1962 - The Blues - The Big Soul of John Lee Hooker (Vee Jay, 1963) - On Campus (Vee Jay, 1963) - 1963 - Don't Turn Me from Your Door - Burning Hell (Riverside, 1964) - 1964 - Great Blues Sounds - 1964 - I Want to Shout the Blues - 1964 - John Lee Hooker at Newport (живий) - 1964 - The Great John Lee Hooker - 1965 - Hooker & The Hogs - 1965 - ...and Seven Nights - It Serves You Right to Suffer (Impulse!, 1966) - The Real Folk Blues (Chess, 1966) - Live at Cafe Au Go-Go (BluesWay, 1967) - Urban Blues (BluesWay, 1967) - 1968 - Hooked on Blues - 1969 - Big Maceo Merriweather & John Lee Hooker - 1969 - Big Red Blues - 1969 - Get Back Home - 1969 - Highway of Blues - Simply the Truth (Bluesway, 1969) - 1969 - That's Where It's At! - If You Miss 'Im...I Got 'Im (Bluesway, 1969) - 1970 - John Lee Hooker on the Waterfront - 1970 - Moanin' and Stompin' Blues - 1971 - Coast to Coast Blues Band - Endless Boogie (ABC, 1971) - 1971 - Goin' Down Highway 51 | - 1971 - I Feel Good [Jewel/Paula] - 1972 - Detroit Special - Never Get Out of These Blues Alive (ABC, 1972) - Live at Soledad Prison (ABC, 1972) - Born in Mississippi, Raised Up in Tennessee (ABC, 1973; записаний 1972) - Kabuki Wuki (BluesWay, 1973; записаний 1971) - 1974 - Free Beer and Chicken - 1974 - Mad Man Blues - 1975 - Black R & B - 1975 - Don't turn me from your door - 1976 - Alone (живий) - 1976 - In Person - 1977 - Black Snake - 1977 - Dusty Road - 1978 - Live - 1978 - The Cream (живий) - 1979 - Slims Stomp - 1979 - Sad & Lonesome - 1980 - Everybody Rockin' - 1980 - Sittin' Here Thinkin' - 1980 - This Is Hip Charly - 1981 - Hooker 'n' Heat (Recorded Live at the Fox) - 1981 - John Lee - 1982 - Chess Masters - 1982 - Tantalizing with the blues - 1983 - Hookered on - 1984 - Blues Before - 1984 - Do the Boogie - 1984 - Solid Sender - 1986 - Jealous - 1987 - Detroit Blues - 1987 - House Rent Boogie - 1988 - John Lee Hooker - 1988 - John Lee Hooker Live - 1988 - The Blueway Sessions - 1988 - Want Ad Blues - 1989 - Highway 51 | - 1989 - Let's Make It - 1989 - The Healer - 1990 - Don't You Remember Me - 1990 - Hobo Blues - 1991 - More Real Folk Blues – The Missing Album - 1991 - Mr. Lucky - 1991 - Urban Blues - 1991 - Walking the Blues - 1992 - Boom Boom - 1992 - I'm in the Mood - 1992 - Turn Up the Heat! - 1993 - Nothing But the Blues - 1994 - Dimples - 1994 - Live - 1995 - Blues for My Baby - 1995 - Helpless Blues - 1995 - Trouble Blues - 1995 - Chill Out - 1996 - Moanin' the Blues - 1997 - Don't Look Back - 1998 - Black Man Blues - 1998 - You Don't Remember Me - 1999 - King of Boogie - 2000 - On Campus - 2001 - Concert at Newport (живий) - 2001 - Testament 3 - 2001 - The Cream (живий) - 2001 - The Real Blues – Live in Houston 1979 - 2002 - I'm Ready LaserLight - 2002 - Live at Newport - 2002 - Live at Sugar Hill - 2002 - Shake - 2002 - Too Much Boogie - 2003 - Blues Brother - 2003 - Boogie Chillen - 2005 - Quadromania-Guitar lovin' man(Jazz edition) |